# Acroporium strepsiphyllum
Acroporium strepsiphyllum är en bladmossart som beskrevs av B. C. Tan in Touw 1992. Acroporium strepsiphyllum ingår i släktet Acroporium och familjen Sematophyllaceae. Inga underarter finns listade i Catalogue of Life.